# NGC 2568
NGC 2568 (другие обозначения — OCL 727, ESO 370-SC5, Pismis 1) — рассеянное скопление в созвездии Кормы. Открыто Эдвардом Барнардом в 1881 году.
Удалено от Солнца на 5,9 килопарсек, его возраст составляет 63 миллиона лет. Поскольку скопление молодо, по нему может быть отслежена структура рукава Наугольника.
Этот объект входит в число перечисленных в оригинальной редакции «Нового общего каталога».